# Bakersfield (Vermont)
|  | Per a altres significats, vegeu «Bakersfield (desambiguació)». |

Bakersfield és una població dels Estats Units a l'estat de Vermont. Segons el cens del 2000 tenia 1.215 habitants.

## Demografia
Segons el cens del 2000, Bakersfield tenia 1.215 habitants, 439 habitatges, i 326 famílies. La densitat de població era de 10,5 habitants per km².
Dels 439 habitatges en un 40,8% hi vivien nens de menys de 18 anys, en un 60,8% hi vivien parelles casades, en un 9,3% dones solteres, i en un 25,7% no eren unitats familiars. En el 18,5% dels habitatges hi vivien persones soles el 7,1% de les quals corresponia a persones de 65 anys o més que vivien soles. El nombre mitjà de persones vivint en cada habitatge era de 2,77 i el nombre mitjà de persones que vivien en cada família era de 3,17.
Per edats la població es repartia de la següent manera: un 30,7% tenia menys de 18 anys, un 7,2% entre 18 i 24, un 28,9% entre 25 i 44, un 24,5% de 45 a 60 i un 8,7% 65 anys o més.
L'edat mediana era de 35 anys. Per cada 100 dones de 18 o més anys hi havia 97,2 homes.
La renda mediana per habitatge era de 40.417 $ i la renda mediana per família de 41.688 $. Els homes tenien una renda mediana de 31.563 $ mentre que les dones 22.734 $. La renda per capita de la població era de 15.678 $. Entorn del 6,1% de les famílies i el 9,4% de la població estaven per davall del llindar de pobresa.